# ふじ丸
ふじ丸（ふじまる、英語表記：Fuji Maru、MS Fuji Maru ほか）は、かつて商船三井が所有し、日本チャータークルーズ株式会社（商船三井客船と日本クルーズ客船の共同出資会社）が運航していたクルーズ客船。

## 概要
商船三井客船が研修などの団体チャーターの増加に伴い従来の「にっぽん丸」「新さくら丸」2隻での対応が困難となった事を反映し、80年代後半から年2-3回企画していた自社主催の一般向けクルーズが早期に売り切れていたこともあり、海外クルーズ市場の拡大やサービス向上を目的として、1986年12月に新造客船計画が公表され、日本のクルーズ客船の嚆矢として1988年（昭和63年）に三菱重工業神戸造船所で進水、翌1989年（平成元年）の4月に就航した。進水式では石原慎太郎運輸大臣の夫人である石原典子が命名を行った。就航時、日本籍で最大の客船であった。建造費の50%は1988年度の財政投融資予算を用い日本開発銀行から長期融資を行い調達した。1990年にはグッドデザイン賞を受賞。
船名は1988年2月まで公募を行い、21,093通の応募が寄せられ上位3案に「富士山丸」「ふじ丸」「新日本丸」が挙げられ、富士山や藤の花に通じ日本を代表する命名として「ふじ丸」となった。
日本の船らしく、展望大浴場が設置され、これはその後の日本籍クルーズ客船の標準となっている。当初は主にレジャークルーズに使われていたが、2002年（平成14年）に運航が日本チャータークルーズに引き継がれて以後は自治体・企業・団体向けのチャータークルーズが中心である。内閣府主催の「世界青年の船」「東南アジア青年の船」事業でも本船が使用された。
2012年10月、2013年6月の引退が発表され、6月30日 - 7月1日のクルーズ（東京港 - 初島）を最後に引退した。引退後、三井造船由良工場や常石造船で係留されており、12月10日にパナマのミラ・クルーズに売却され、ミラI（Mira I）に改名された。ミラ・クルーズは日本法人ミラ・クルーズ・ジャパンを設立して、高齢者向けの療養客船としての営業を予定していたが、後にセウォル号沈没事故以降船舶の安全基準が高くなったことなどから事業化が困難になったとして断念。
その後は常石造船常石工場で係船が続き、2018年7月には平成30年7月西日本豪雨の被災者向けの臨時避難所としての活用が検討されたが、実現には至らなかった。
2019年1月、5年間係留された広島県福山市の常石造船を離れて中華人民共和国へ回航され、2021年にスクラップとなった。2022年1月、中国からパキスタンに回航、解体。

## 設計
建造にあたっては個人のクルーズ客を対象とする形は時期尚早と判断し当初の顧客層を団体客中心として計画、レジャークルーズの増加に合わせパブリックスペースを大幅に増加させ、研修・展示船としての使用も想定し一般クルーズで400名・団体クルーズで600名ほどの収容力とし、全長は多数の港への寄港を可能とし荒天時の乗り心地を考慮した全長165m・喫水6.55m、速力は航海速力20ノットで12-13ノットの低速運航も考慮された。
外観は側面に富士山をモチーフとした大型煙突とストラットを設け流麗で斬新な形とした。最終改装は2005年（平成17年）2月である。

## 設備
8階
- スカイラウンジ「アクアマリン」（45席／110m2）
- プール
- プールサイドベランダ (360m2)

7階
- サンデッキ (750m2)

6階
- スポーツデッキ (590m2)

5階
- 大浴場
- サウナ
- ランドリー
- ドライルーム
- 自動販売機コーナー

4階
- プロムナードデッキ（1周300m）
- ランドリー
- ドライルーム

3階
- パシフィックホール（2層吹き抜け）
- サロン「桜」（140席／380m2）
- メインバー「琥珀」（30席／55m2）
- ラウンジ「エメラルド」（250席／380m2）
- ショップ
- フォトコーナー
- ベランダ （48席／122m2）
- ライブラリー （10席／40m2）
- 談話室 （20席／35m2）
- カードルーム （28席／45m2）
- 和室「平成」 （20畳）
- オーナーズルーム「花車」（40m2）

2階
- メインホール「パシフィックホール」（600席／560m2、2層吹き抜け）
- メインエントランス
- インフォメーション
- ダイニングルーム「ふじ」（310席／550m2）

1階
- シアター（142席／120m2）
- 診療所
- 美容室

B1階
- シアター
- フィットネスセンター

### 客室
- スイートルーム（リビング、バスタブ付、2室、35m2、6階）
- デラックスルーム（バスタブ付、8室、25m2、6階）
- スーペリアルーム（シャワー付、32室、20m2、5・6階）
- ステートルーム（シャワー付／121室、17m2、4・5階）

## 特別の運航
- 東日本大震災被災地支援活動
商船三井は、2011年（平成23年）3月11日に発生した東日本大震災に対する被災地支援活動（cf. 東日本大震災に対する支援活動）の一環として、岩手県の重要な3港（大船渡港、釜石港、宮古港）へのクルーズ客船「ふじ丸」の派遣を行った。
詳しくは「大船渡市#東日本大震災」内「4月11日」の記述を参照。

## 関連する創作作品
- 『シティーハンター』[21]
ジャッキー・チェン主演の実写版で、テロリストにシージャックされるクルーズ船として登場する。
- 『踊る大捜査線 THE MOVIE 2 レインボーブリッジを封鎖せよ!』 [21]
冒頭のSATの公開演習シーンに登場。
- 『カイジ 人生逆転ゲーム』
ギャンブル船「エスポワール」として登場し[21]、公開直前イベントの会場としても使用[22]。
- 『ドラえもん』 
てんとう虫コミックス第45巻「ボトルシップ大海戦」（初出は『小学四年生』1990年11月号）に登場する。